# الایلی، انتالیا
الایلی، آنتالیا (به لاتین: Alaylı, Antalya) یک منطقهٔ مسکونی در ترکیه است که در استان آنتالیا واقع شده‌است.